# Steeve Théophile
Steeve Alain Théophile, né le 9 septembre 1980 à Paris, est un joueur de football français. Il évoluait au poste d'attaquant.

## Biographie
Formé au FC Nantes, Steeve Théophile joue en professionnel au FC Gueugnon, à l'US Créteil-Lusitanos, à Istres et enfin dans le club belge de Charleroi. 
Au total, Steeve Théophile dispute 3 matchs en Ligue 1, 55 matchs en Ligue 2 et 11 matchs en Jupiler League.

## Carrière
- 1998-2001 :  FC Nantes (réserve)
- 2001-2002 :  RC Paris
- 2002-2003 :  FC Gueugnon
- 2003-2004 :  US Créteil-Lusitanos
- 2004-2005 :  FC Istres
- 2005-2006 :  Charleroi SC
- 2006-janv. 2007 :  EDS Montluçon
- janv. 2007-2007 :  PAE Asteras Tripolis
- 2007-2008 :  RC Paris
- 2008-2009 :  Gazélec Ajaccio
- 2009-2010 :  AS Plailly
- 2010-déc. 2010 :  FC Chambly
- déc. 2010-2011 :  AS Plailly
- 2011-2012 :  FC Issy-les-Moulineaux
- 2012- :  Olympique Saint-Quentin[1]